# ヘクター・カマチョ
ヘクター・カマチョ（Héctor Luiz Camacho Matias、1962年5月24日 - 2012年11月24日）は、プエルトリコの男性プロボクサー。バヤモン出身。元WBC世界スーパーフェザー級王者。元WBC世界ライト級王者。元WBO世界スーパーライト級王者。世界3階級制覇王者。

## 人物
スピードを持ったジャブの連打とステップ、回転の速いコンビネーションを武器とする。スタイリッシュなボクシングスタイル。パンチをかわす技術が大変優れている。
入場時には「マチョ・タイム！」（俺の時間だ！）と連呼しながらリングインし、試合後のインタビューでも度々おちゃらけた態度を取りインタビュアーを困らせたりするなど、ラテン系特有の非常に陽気な性格である。
豹柄などの派手なトランクスを愛用しており、ボクシングに限らずキックでも見られる前垂れのついた所謂「褌タイプ」のトランクスも着用した。
息子のヘクター・カマチョ・ジュニアもプロボクサーである。
私生活では、10代のころから喧嘩や万引きを繰り返し、麻薬常習者であり車泥棒であった。その性向は終生変わらなかった。家庭内暴力、規制薬物の所持、不法侵入、ライフル銃M16を通関させようとしたなど、様々な理由で何度も逮捕された。2012年になって、息子を殴った容疑で逮捕状が出されると自首した。裁判はカマチョの死亡によって未決のままになった。

## 略歴
1980年9月12日、プロデビュー。
1983年8月7日、ラファエル・リモンとWBC世界スーパーフェザー級王座決定戦で対戦し、5回KO勝ちで王座獲得。同王座は1度防衛後に返上。
1985年8月10日、ホセ・ルイス・ラミレスとWBC世界ライト級タイトルマッチで対戦し、判定勝ちで2階級制覇に成功。同王座はエドウィン・ロサリオ、コーネリアス・ボサ・エドワーズ相手に2度防衛後に返上。
1989年3月6日、レイ・マンシーニとWBO世界スーパーライト級王座決定戦で対戦し、判定勝ちで3階級制覇に成功。
1991年2月23日、グレグ・ホーゲンと3度目の防衛戦で対戦し、判定負けで王座陥落。同年5月18日、再戦を行い、判定勝ちで王座に返り咲いた。
1992年9月12日、フリオ・セサール・チャベスとWBC世界スーパーライト級タイトルマッチで対戦し、判定負け。
1994年1月29日、フェリックス・トリニダードとIBF世界ウェルター級タイトルマッチで対戦し、判定負け。   
1996年6月22日、ロベルト・デュランと対戦し、判定勝ち。
1997年3月1日、シュガー・レイ・レナードと対戦し、5回TKO勝ち。レナードが対戦した最後の相手となった。
1997年9月13日、オスカー・デ・ラ・ホーヤとWBC世界ウェルター級タイトルマッチで対戦し、判定負け。
2001年7月14日、ロベルト・デュランの保持するマイナータイトル・NBAスーパーミドル級王座を懸けて5年ぶりに再戦し、判定勝ち。
2009年5月9日、ルイス・ラモン・カンパスと対戦し、1-1のドロー。

## 銃撃事件
2012年11月20日、プエルトリコサンファン市内のバーの前で、友人と停車した車に乗っていたところを、通りかかった車の中から銃撃され、顔の左側を負傷した。友人は死亡し、カマチョは脊椎を損傷し意識不明の重体になった。同22日に脳死状態と判定された。
2012年11月24日、家族の同意のもと生命維持装置が外された後に、まもなく死亡した。50歳没。

## 獲得タイトル

### アマチュア
- 1978年 ゴールデングローブ 112ポンド級サブ・ノービス選手権
- 1979年 ゴールデングローブ 118ポンド級オープン選手権
- 1980年 ゴールデングローブ 119ポンド級オープン選手権

### プロ

#### メジャー
- NABF北米スーパーフェザー級王座（防衛1）
- NABF北米ライト級王座（防衛0）
- WBC世界スーパーフェザー級王座（防衛1=返上）
- WBC世界ライト級王座（防衛2=返上）
- WBO世界スーパーライト級王座（1期目:防衛2、2期目:防衛0=返上）

#### マイナー
- IBC世界ウェルター級王座（防衛2）
- IBC世界ミドル級王座（防衛1）
- IBC世界ライトミドル級王座（防衛0）
- NBAスーパーミドル級王座（防衛0）
- WBE世界ライトミドル級王座（防衛0）